# Здание Судного и Духовного приказов
Су́дный и Духо́вный приказы — историческое здание на территории Новгородского кремля, построенное предположительно в начале XVIII века на основе сооружений XV века. Располагается на территории Владычного двора, примыкает к крепостной стене с Митрополичьей башней и Лихудову корпусом.

## История
Датировка здания неоднозначна. Наиболее распространена точка зрения, что здание возведено в середине XV века в составе крупного комплекса Архиепископского дворца. Предполагается наличие кладки из кирпича XV века до пят нижних сводов, хотя Г. М. Штендер допускал наличие такой кладки лишь ниже уровня земли. Так или иначе, постройка существовала в XVII веке под наименованием Митрополичьих палат, а в конце XVII или начале XVIII века была кардинально перестроена. Обычно считается, что перестройка произошла в 1670 году одновременно с Лихудовым корпусом. В источниках встречается упоминание, что вместо Судного приказа были построены два, Судный и Духовный приказы. Однако есть доказательства, что перестройка произошла позднее, в частности, разный уровень пола в этих корпусах, более поздний дверной проём между ними, особенности наличников и т. д. Вероятно строительство в 1706 году для школы братьев Лихудов. В XIX веке корпус серьёзно перестроен, перебиты окна, частично сбит декор. В 1945—1948 гг. отремонтирован, под руководством В. Н. Захаровой проведены исследовательские работы, выявившие древние детали. В 1960—1961 гг. здание под руководством Г. М. Штендера отреставрировано по состоянию на XVII—XVIII вв., при этом раскрыты окна, восстановлен древний декор, воссоздано деревянное крыльцо. После реставрации в здании размещена мастерская по реставрации фресок и административные службы музея-заповедника.

## Архитектура
Здание каменное, двухэтажное. Наличники оконных проёмов однотипные, характерные скорее для XVIII века.